# Astragalus richii
Astragalus richii är en ärtväxtart som beskrevs av Asa Gray. Astragalus richii ingår i släktet vedlar, och familjen ärtväxter. Inga underarter finns listade i Catalogue of Life.